# Parc del Mirador del Migdia
El Parc del Mirador del Migdia està situat a la muntanya de Montjuïc al Districte de Sants-Montjuïc de Barcelona. Va ser creat el 1992 amb un projecte de Beth Galí, Jaume Benavent i Andreu Arriola.

## Descripció

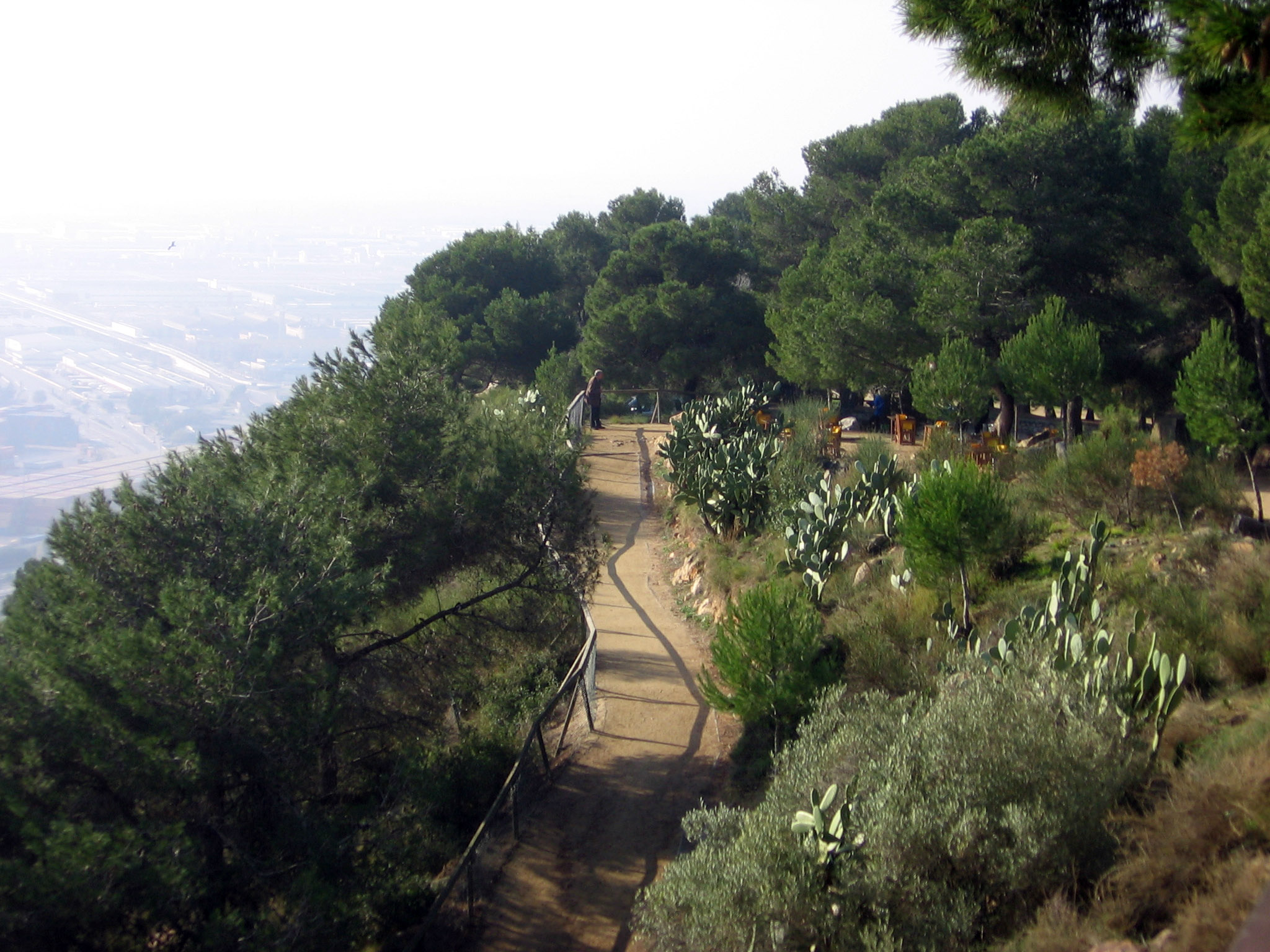
Interior del Parc

Es tracta d'una gran zona forestal situada al vessant sud de la muntanya de Montjuïc. Es troba entre el Castell de Montjuïc i l'Estadi Olímpic Lluís Companys, al costat del Cementiri del Sud-oest i el Fossar de la Pedrera, i inclou la zona del Sot del Migdia, una antiga pedrera reconvertida en espai per a concerts i esdeveniments esportius. El fort pendent del parc fa que els seus camins estiguin traçats en ziga-zaga, mentre que les zones verdes recreen el típic bosc mediterrani, tot i que en alguns punts presenta un aspecte més artificial, com el passeig de palmeres de la part superior. En aquest passeig es van plantar el 1999 els anomenats Arbres dels cònsols, un conjunt de 45 arbres representatius de diferents països plantats per 45 cònsols acreditats a Barcelona. A la zona coneguda com a Camí de l'Esparver es troben les restes del Castell del Port, un antic enclavament d'origen medieval del que tan sols resten unes poques pedres que van ser la base d'una torrassa. En aquest lloc es va col·locar el 1989 una placa commemorativa del Mil·lenari de Catalunya. El parc presenta unes magnífiques vistes del Port de Barcelona i El Prat de Llobregat, així com de la mar Mediterrània.

## Vegetació
Entre les espècies presents al parc es troben: el pi blanc (Pinus halepensis), el pi pinyoner (Pinus pinea), l'alzina (Quercus ilex), el xiprer (Cupressus sempervirens), l'olivera (Olea europaea), la falsa acàcia (Robinia pseudoacacia), l'eucaliptus blau (Eucalyptus globulus), el freixe de fulla gran (Fraxinus excelsior), el pollancre (Populus nigra "Italica"), la tipuana (Tipuana tipu), l'arbre de l'amor (Cercis siliquastrum), la figuera de moro (Opuntia ficus-indica), la ginesta (Spartium junceum), el baladre (Nerium oleander) i la palmera canària (Phoenix canariensis).